# Benld
Benld est une ville du comté de Macoupin, en Illinois, aux États-Unis. Elle est incorporée le 10 décembre 1904,. Lors du recensement de 2010, la ville comptait une population de 1 541 habitants.

## Source de la traduction
- (en) Cet article est partiellement ou en totalité issu de l’article de Wikipédia en anglais intitulé « Benld, Illinois » (voir la liste des auteurs).